# Área de Conservação da Paisagem de Odalätsi
A Área de Conservação da Paisagem de Odalätsi é um parque natural localizado no Condado de Saare, na Estónia.
A área do parque natural é de 164 hectares.
A área protegida foi fundada em 1959 para proteger as Dunas de Odalätsi. Em 1973, as Fontes de Odalätsi também foram protegidas. Em 2007, a área protegida foi reformulada para área de conservação paisagística.